# Ion Gheție
Ion Gheție  (n. 21 noiembrie 1930, Șimleul Silvaniei, județul Sălaj – d. 11 mai 2004, București) a fost un lingvist, filolog și scriitor român.

## Biografie
Urmează cursurile gimnaziale la Arad, iar cele liceale la Șimleul Silvaniei și la Cluj. Licențiat al Facultății de Filologie a Universității din Cluj (1953). Doctor în filologie cu teza Opera lingvistică a lui Ion Budai-Deleanu (1967). A fost cercetător științific gradul I și șeful sectorului de filologie și limbă literară la Institutul de Lingvistică „Iorgu Iordan” din București. Preocupări științifice: istoria limbii române literare, dialectologia istorică, filologia română. A editat texte vechi românești. Redactor responsabil la Studii de limbă literară și filologie, vol. I-III (1969-1972), coordonator al volumului de Texte românești din secolul al XVI-lea (1982), al Istoriei limbii române literare. Epoca veche, 1532-1780 (1997), precum și al altor volume colective. A inițiat și coordonat, împreună cu Alexandru Mareș, colecția „Cele mai vechi cărți populare în literatura română”. A scris, de asemenea, proză. A debutat cu proza Nașterea pruncului în revista „Luceafărul” (1980), iar în volum cu romanul Drumul (1983).

## Opera științifică

### Scrieri lingvistice și filologice
- Opera lingvistică a lui Ion Budai-Deleanu (1966)
- Începuturile scrisului în limba română. Contribuții filologice și lingvistice (1974)
- Baza dialectală a românei literare (1975)
- Istoria limbii române literare. Privire sintetică (1978)
- Introducere în studiul limbii române literare (1982)
- Introducere în dialectologia istorică românească (1994)
- Graiurile dacoromâne în secolele al XIII-lea – al XVI-lea (până la 1521) (2000)

### Scrieri lingvistice și filologice (în colaborare)
- Dicționarul limbii poetice a lui Eminescu (în colaborare cu Gh. Bulgăr, Luiza Seche și Flora Șuteu, sub redacția lui Tudor Vianu)  (1968)
- Graiurile dacoromâne în secolul al XVI-lea (în colaborare cu Al. Mareș)  (1974)
- Introducere în filologia românească (în colaborare cu Al. Mareș)  (1974)
- Cele mai vechi texte românești. Contribuții filologice și lingvistice (coordonator) (1982)
- Originile scrisului în limba română (în colaborare cu Al. Mareș)  (1985)
- Diaconul Coresi și izbânda scrisului în limba română (în colaborare cu Al. Mareș) (1994)
- Istoria limbii române literare. Epoca veche (1532-1780) (coordonator) (1997)
- Contribuții la istoria limbii române literare. Secolul al XVIII-lea (1688-1780) (coordonator cu Gheorghe Chivu) (2000)
- De când se scrie românește? (în colaborare cu Al. Mareș) (2001)

### Ediții
- Manuscrisul de la Ieud (în colaborare cu Mirela Teodorescu)  (1977)
- Fragmentul Todorescu (în Texte românești din secolul al XVI-lea)  (1982)
- Psaltirea Hurmuzaki (în colaborare cu Mirela Teodorescu) (2005)

## Opera literară

### Romane
- Drumul (1983)
- Pomul vieții (1986)
- S.O.S. (1991)
- Skepsis (1991)
- O lume pentru fiecare (1992)
- Agonia (1997)
- Încotro (1999)
- Biruitorii (2002)
- Taina cea mare (2002)
- Nodul gordian (2005)
- Antichrist (2009)

### Proză scurtă
- Alfa și Omega (Cartea Românească, 1986)

## Premii și distincții
- Premiul „Timotei Cipariu” al Academiei Române  (1966, 1968)
- Medalia „Meritul Științific”  (1975)

## Afilieri
- Membru în Comitetul de redacție al revistei „Limba română”
- Membru al Uniunii Scriitorilor din România